# Derek Drouin

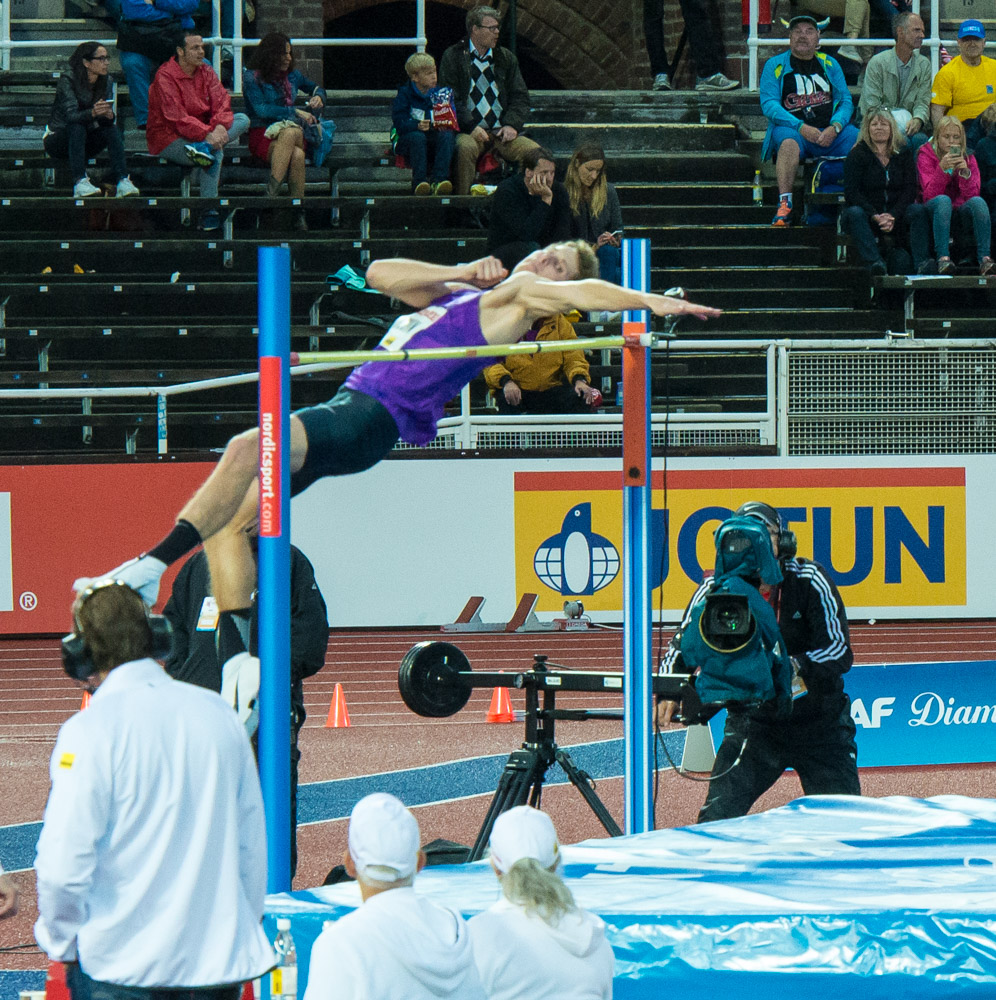
Derek Drouin på Stockholms stadion under Bauhaus-galan (2015 IAAF Diamond League) i juli 2015.

Derek Drouin, född den 6 mars 1990 i Sarnia, Kanada, är en kanadensisk friidrottare inom höjdhopp. Han blev världsmästare 2015 i friidrotts-vm i Peking på 2,34 i höjd.
Han tog OS-silver i höjdhopp vid friidrottstävlingarna 2012 i London.